# Mahawansa
Mahawansa (pali महावंश, „wielka kronika”) – historyczna kronika w języku pali o buddyjskich i drawidyjskich królach Sri Lanki, poczynając od króla Widźai (543 p.n.e.) do króla Mahaseny (334–361).